# Henrik Jørgensen (atleta)
Henrik Høve Jørgensen (Copenaghen, 10 ottobre 1961 – Bornholm, 26 gennaio 2019) è stato un maratoneta danese che vinse la maratona di Londra nel 1988.
Detiene tuttora il record danese e scandinavo della specialità con 2h09'43", stabilito a Londra nel 1985.
Partecipò a due edizioni dei Giochi Olimpici:
- Los Angeles 1984: 19º
- Seul 1988: 22º

Henrik Jørgensen è morto nel gennaio 2019 per un infarto che l'ha colpito mentre faceva jogging.

## Altre competizioni internazionali
1982
- Oro alla Maratona di Copenaghen ( Copenaghen) - 2h22'19"

1983
- Oro alla Maratona di Copenaghen ( Copenaghen) - 2h16'41"
- Bronzo alla Maratona di Londra ( Londra) - 2h10'47"

1984
- 5º alla Maratona di Tokyo ( Tokyo) - 2h11'31"

1985
- 5º alla Maratona di Londra ( Londra) - 2h09'43"

1986
- Argento alla Maratona di Berlino ( Berlino) - 2h11'49"

1988
- Oro alla Maratona di Londra ( Londra) - 2h10'20"